# V413 Возничего
V413 Возничего (лат. V413 Aurigae), HD 33152 — двойная звезда в созвездии Возничего на расстоянии приблизительно 3962 световых лет (около 1215 парсеков) от Солнца. Видимая звёздная величина звезды — от +8,33m до +7,95m.

## Характеристики
Первый компонент — бело-голубая переменная Be-звезда (BE) спектрального класса B1Ve, или B2. Масса — около 6,348 солнечных, радиус — около 13,46 солнечных, светимость — около 593,135 солнечных. Эффективная температура — около 7765 K.
Второй компонент — красный карлик спектрального класса M. Масса — около 139,86 юпитерианских (0,1335 солнечной). Удалён на 2,769 а.е..